# 紫背冬鯛
紫背冬鯛為輻鰭魚綱鱸形目鱸亞目鯛科的其中一種，分布於西印度洋海域，棲息深度30-200公尺，體長可達75公分，棲息在沿海岩石海域，屬肉食性，可做為食用魚。